# Лебеденко (село)
Лебеде́нко (Крігана-Ноуа, Нова Крігана, Нові Крігани, рум. Lebedenco, Crihana Nouă) — село в Кагульському районі Молдови, є центром комуни, до якої також входять села Гутулу та Урсоая.
Село розташоване у верхів'ї річки Кагул, з півночі підходить балка Моранда.
Значну частину населення складають українці. Згідно з переписом 2004 року - 310 осіб (39%), молдовани - 330 осіб (41,5%).